# Huỳnh Trần Ý Nhi
Huỳnh Trần Ý Nhi (Bình Định, 18 de junio de 2002) es una modelo vietnamita, fue coronada Miss Mundo Vietnam 2023 y representará a Vietnam en la 73.ª edición de Miss Mundo.

## Biografía
Huỳnh nació el 18 de junio de 2002 en Bình Định, Vietnam. En secundaria estudio en Tăng Bạt Hổ y Hoài Ân. En la actualidad está estudiando Administración de Empresas en la Universidad Internacional de la Ciudad de Ho Chi Minh. Una vez fue coronada como segunda finalista en el Binh Dinh Student Charming Contest 2023 con el subtítulo de Media Beauty.

## Carrera

### Miss Mundo Vietnam 2023
En 2023, llegó a inscribirse en el concurso nacional Miss Mundo Vietnam. Ganó algunos premios especiales como Top Model, Top 16 en Beauty With a Purpose, Top 5 en Belleza de Playa y Top 10 en el desafío Head-to-Head.
En la última noche del concurso que tuvo lugar el 22 de julio en Binh Dinh, Y Nhi fue coronada oficialmente como la posición más alta del concurso y fue coronada por la anterior Miss Huynh Nguyen Mai Phuong, la primera finalista fue Dao Thi Hien y la segunda es Huynh Minh Kien.

### Miss Mundo
Como ganadora de Miss Mundo Vietnam, tiene el derecho de representar a su país en la 73.ª edición de Miss Mundo.

## Vida privada
Después de ser nombrada Miss Mundo Vietnam 2023, declaró que tiene un noviazgo de 6 años con Nguyen Anh Kiet. Los dos se conocen desde la escuela secundaria en Binh Dinh.
El 1 de agosto de 2023, ella y las dos finalistas del concurso Miss Mundo Vietnam 2023 visitaron a pacientes en un hospital de alto nivel. La imagen de la nueva Miss y las finalistas con elaborados disfraces acompañadas de la corona continuó siendo tema de polémica en las redes sociales antes de que los organizadores confirmaran que no se trataba de una actividad benéfica sino de una actividad de las concursantes que están en la cima. 3 concursos programados con patrocinadores.